# Marcação
Marcação é um município brasileiro do estado da Paraíba, localizado na Região Geográfica Imediata de Mamanguape-Rio Tinto. De acordo com o Fundação Instituto Brasileiro de Geografia e Estatística (IBGE), no ano de 2006 sua população era estimada em 6 799 habitantes, 77,5% dos quais indígenas do povo Potiguara. O município possui uma área de 123 km².

## História
O distrito de Marcação foi elevado à categoria de município pela Lei Estadual nº 5.913, de 29 de maio de 1994, desmembrado de Rio Tinto.

## Organização Político-Administrativa
O Município de Marcação possui uma estrutura político-administrativa composta pelo Poder Executivo, chefiado por um Prefeito eleito por sufrágio universal, o qual é auxiliado diretamente por secretários municipais nomeados por ele, e pelo Poder Legislativo, institucionalizado pela Câmara Municipal de Marcação, órgão colegiado de representação dos munícipes que é composto por vereadores também eleitos por sufrágio universal.

### Atuais autoridades municipais de Marcação
- Prefeita: Eliselma Silva de Oliveira “Lili”" - DEM (2021/-)[8]
- Vice-prefeito: Reginaldo Benjamim de Barros "Regio" - CIDADANIA (2021/-)[8]
- Presidente da câmara: Rafael Santos Alfredo - PSB (2023/-)[9]